# MAYU
MAYU(마유, 일본어: まゆ)란, 보컬로이드3용의 음성 라이브러리, 또 그의 이미지 캐릭터이다. EXIT TUNES에서 발매되었다.
패키지판(QWCE-00264)은 2012년 12월 5일에, 다운로드판은 2013년 7월 4일에 발매되었다.
가격은 패키지판이 11,500엔, 다운로드판이 7,980엔으로 되어있다.

## 개요
라이브러리는 패키지판과 다운로드판이 있으며, 패키지판에는 노래가 들어간 CD가 동봉되어있다. 캐릭터의 공식 설정은 얀데레한 중학생으로 되어있다.
2012년 5월 6일에 행해진 EXIT TUNES 주최의 라이브 이벤트 “EXIT TUNES ACADEMY” 중에 서프라이즈로 존재가 피로되었기 때문에 MAYU의 탄생일은 이 날로 되어있다.
라이브러리는 2012년 12월 5일에 발매되었다.
특전으로 보카로P들에 의한 전체 30곡 수록의 2장의 스페셜 CD외에. 비상품인 스트랩과 마우스 패드도 부속된다. 또, “불러보았다의 책 별책 exit tunes magazine”(歌ってみたの本 別冊exit tunes magazine)에 MAYU의 체험판을 응모자 전원에게 선물로 주는 기획도 행해졌다.
2013년 7월부터 라이브러리만의 다운로드 판매도 개시되었다.

## 설정
이미지 캐릭터의 공식 설정은 옷자락에 건반을 배합한 고딕로리터 차림으로, 오른손에 도끼, 왼손에는 마이크 일체형인 인형(우사노 미미)를 가지고 있는 얀데레 중학생으로 되어있다.
건반이나 스피커의 디자인을 배합한 롤리타 패션에 몸을 감싸며, 마이크와 겸용이라고 간주되는 토키 인형을 손에 가지고 있다.
공식 사이트의 얼굴 부분에 커서를 올리면 표정이 변화하게 되어있다.

## 같이 보기
- EXIT TUNES - MAYU의 개발원